# ルイーズ・マリー・アンヌ・ド・ブルボン
ルイーズ・マリー・アンヌ・ド・ブルボン（Louise Marie Anne de Bourbon, 1674年9月15日 - 1681年11月18日）は、フランス王ルイ14世と愛妾モンテスパン侯爵夫人の庶子。トゥール令嬢（Mademoiselle de Tours）と呼ばれた。
1676年に認知され、幼児期はルイ14世に大切にされたが、7歳で亡くなった。